# Can Riera (Anglès)
Can Riera és una obra del municipi d'Anglès (Selva) inclosa en l'Inventari del Patrimoni Arquitectònic de Catalunya.

## Descripció
Es tracta d'un edifici de tres plantes amb coberta de doble vessant cap a laterals.
La planta baixa té quatre obertures rectangulars, tres finestres i una porta. Les finestres són rectangulars i fetes d'obra, algunes d'elles amb reixes protectores de ferro. La porta principal té una arcada de mig punt composta de dovelles mitjanes i poc treballades.
El primer pis té sis finestres i un balcó que n'agrupa dues d'aquestes, totes rectangulars. La barana, de ferro forjat, no té cap mena de decoració.
El tercer pis, en forma de golfes engrandides amb una reforma que ha realçat el sostre, consta de tres finestres rectangulars en línia a la part central.

## Història
Una de les finestres del primer pis, la que està situada sobre la porta principal, conté una inscripció amb una creu, el nom abreviat de Jesús (IHS) i la data de 1686.